# Руссуловые
Руссу́ловые, или руссула́льные, или сырое́жковые (лат. Russulales) — порядок грибов класса агарикомицетов, включающий всем известные роды Млечник и Сыроежка, а также их полипоровидных родственников.

## Семейства
- Альбатрелловые (Albatrellaceae)
- Аурискальпиевые (Auriscalpiaceae)
- Бондарцевиевые (Bondarzewiaceae)
- Герициевые (Hericiaceae)
- Гибогастеровые (Hybogasteraceae)
- Лахнокладиевые (Lachnocladiaceae)
- Пениофоровые (Peniophoraceae)
- Сыроежковые (Russulaceae)
- Стереовые (Stereaceae)